# Okokmilaga
La rivière Okokmilaga est un cours d'eau d'Alaska, aux États-Unis situé dans le borough de North Slope. C'est un affluent de la rivière Killik.

## Description
Longue de 50 milles (80 km), elle est formée des ruisseaux Sulugiak et Agiagiak et coule en direction du nord vers la rivière Killik à 18 milles (29 km) de son confluent avec la rivière Colville, dans la chaîne Brooks.
Son nom, qui était auparavant Chandler a été fixé en 1946 par l'United States Geological Survey au moment des prospections pétrolières maritimes.

## Sources
- (en) « Okokmilaga », Geographic Names Information System